# Продана душа (роман)
Продана душа (енгл. The Sellout) је роман из 2015. године америчког писца Пола Битија, који је објавила издавачка кућа Farrar, Straus and Giroux. У Великој Британији га је објавила издавачка кућа Oneworld Publications 2016. године. Радња романа смештена је у и око Лос Анђелеса у Калифорнији и разматра стање расних односа у САД данас. У октобру 2016. освојио је Награду Букер, чиме је Бити постао први амерички писац који је освојио ту награду.

## Позадина
Објављена 2015. године, Продана душа је последње у низу дела Пола Битија које истражује расни идентитет у Сједињеним Државама и свепрожимајуће историјске ефекте расизма. Друга значајна Битијева дела укључују The White Boy Shuffle, Tuff и Slumberland. Бити је изјавио да је његова мотивација за писање романа била та што је „био шворц”. Иако Продана душа није написана као одговор на неки одређени догађај, роман је објављен у време расног преиспитивања које је окруживало више случајева полицијске бруталности и протеста у Фергусону, Мисури.

## Резиме радње
Наратор и већина ликова су Афроамериканци у урбаној пољопривредној области у фиктивном граду Дикенс у Калифорнији. Прича почиње суђењем наратору (који се назива „ја” или „Бонбон”) пред Врховним судом због злочина повезаних са његовим покушајем да поново уведе ропство и сегрегацију у свом родном граду Дикенсу, „аграрном гету” на периферији Лос Анђелеса. Седећи пред судом, Бонбон почиње да размишља о томе шта је довело до овог тренутка и присећа се свог одрастања. Бонбон је имао затегнут однос са оцем, неортодоксним социологом који је на њему као детету спроводио бројне трауматичне друштвене експерименте и имао велика очекивања да Бонбон постане поштовани вођа заједнице у Дикенсу. Неколико година пре суђења пред Врховним судом, Бонбоновог оца убија полиција, након чега се Бонбон бори да пронађе свој идентитет и сврху у животу. У почетку, Бонбон је задовољан да се повуче из заједнице и настави своје пољопривредне подухвате узгајања артешких лубеница и марихуане без очевог осуђивања.
Међутим, једног дана, град Дикенс спонтано нестаје са мапе и губи статус општине, промена коју Бонбон приписује непожељној социоекономској и расној демографији Дикенса. Бонбон креће да поврати постојање Дикенса на било који могући начин. Бонбон тражи помоћ од Хоминија Џенкинса, старца и бившег дечијег глумца, да ослика провокативне путоказе и граничне линије које скрећу пажњу на постојање Дикенса. Након што ти покушаји не успеју, Бонбон иде корак даље и покушава да поново уведе и ропство и сегрегацију у Дикенсу и врати оно што сматра уједињујућом структуром моћи у граду. Прво покушава да ре-сегрегира јавни аутобус којим управља његова бивша девојка постављањем знакова „само за белце” на предњи део аутобуса. Касније покушава да отвори школу само за белце поред локалне средње школе. У међувремену, Хомини се нуди да постане Бонбонов роб, на шта невољни Бонбон на крају пристаје. Како апсурдност Бонбонових поступака постаје примећена на ширем нивоу, Хомини изазива велику несрећу која на крају доводи до случаја пред Врховним судом.

## Жанр
Продана душа је фиктивни, сатирични роман о расним односима у САД. Бити користи стереотипе и пародију кроз причу како би унео друштвени коментар. Битијева друга дела су такође углавном хумористична, али Бити је тврдио да себе не сматра сатиричним аутором.

## Анализа
Продана душа се од многих сматра критиком идеје да је америчко друштво пострасно. Према књижевном теоретичару Хенрију Ајврију, сатирична средства која се користе у књизи скрећу пажњу на актуелне проблеме системског расизма и исмевају конвенционалне приступе које је америчко друштво предузело да би решило те проблеме. Слично томе, професор Универзитета у Олбанију, Стивен Делмагори, примећује да наглашена комедија у роману успоставља белачку привилегију као централни проблем са којим се суочава америчко друштво, али Бити истовремено исмева претерано индивидуалистички поглед који је доминирао у дискурсу о белачкој привилегији. Друга научница, Јудит Фридрих, наводи да Битијево писање на први поглед може изгледати табу, али његов неозбиљан третман озбиљних расних питања — од сегрегације до економске неједнакости — прозива неспремност друштва да разговара о тим питањима и да им се суштински позабави.

## Пријем
Роман је добро прихваћен од стране критичара, који су похвалили његов хумор, наизглед сатирични садржај и богат друштвени коментар.
У Гардијану, Елизабет Донели га је описала као „маестрално дело које Битија успоставља као најсмешнијег писца у Америци”, док га је рецензенткиња Рени Едо-Лоџ назвала „вихором сатире”, додајући: „Све у вези са заплетом Продане душе је контрадикторно. Средства су довољно стварна да буду уверљива, а ипак довољно надреална да подигну обрве.” HuffPost је закључио: „Продана душа је урнебесна сатира о раси у Америци, препуна поп-културних референци. Бити пише енергично, пружајући увид једнако често колико изазива смех.” У Literary Review, Џуд Кук је описао Битијевог наратора као неодољивог, „кул, дрског, сланог и пре свега борбеног гласа”, чије „апсурдистичке, карневалске тираде крију продорну друштвену анализу испод.”

Историчарка Аманда Форман, председница жирија за Награду Букер, изјавила је:
„Продана душа је једна од оних веома ретких књига која је у стању да узме сатиру, која је сама по себи веома тешка тема и не ради се увек добро, и зарони у срце савременог америчког друштва и, са апсолутно дивљом духовитошћу, какву нисам видела још од Свифта или Твена, успева да разоткрије сваки друштвени табу и политички коректну нијансу, сваку свету краву, и док нас истовремено насмејава, чини да се трзамо.

Истовремено је и смешно и болно и заиста је роман нашег времена.”
Бити је изразио изненађење што критичари роман називају комичним, указујући на своје уверење да разматрање комичних аспеката романа спречава критичаре да се баве његовим озбиљнијим темама.

### Награде и признања
- 2016: Награда Националног круга књижевних критичара (Фикција), победник.[25]
- 2016: Награда Букер, победник.[26]

Продана душа је била прва америчка књига која је освојила престижну Награду Букер, награду традиционално резервисану за књижевност на енглеском језику која није из Сједињених Држава. Такмичење је почело да разматра америчку књижевност 2013. године. Године 2024. нашла се на 17. месту листе 100 најбољих књига 21. века Њујорк тајмса.

## Издање
Продана душа је објављена 2015. године од стране издавачке куће Farrar, Straus and Giroux и британске издавачке куће Oneworld Publications.